# Мурадян, Эдвард Мурадович
Эдвард Мурадович Мурадян (19 июля 1907, Харберд — 5 сентября 1979, Ереван) — советский армянский артист театра и кино, театральный режиссёр.

## Биография
Родился в семье адвоката Мурада Мурадяна и Мариам Мушян. После гибели отца, во время геноцида, мать с детьми в 1918 году бежали в Алеппо (Сирия). Эдвард учился в школе-училище «Айказян»; его педагогами были писатель Ерухан, поэт Тиран Карваренц, литературовед Пол Борени, композитор Барсег Каначян. В это же время поступил артистом в театральную труппу «Андраник», получив сразу же главную роль — Шейлока в спектакле по пьесе У. Шекспира «Венецианский купец».
В 1925 году семья эмигрировала в Советскую Армению; жили в Эчмиадзине, затем — в Ереване. В 1925—1927 гг. работал артистом в Государственном Первом театре Армении, затем — в передвижном Театре рабочих Армении, став одним из его основателей. В 1930—1948 гг. — артист Театра юного зрителя имени А. Микояна; возглавлял в театре коллегию Театральной газеты. C 1948 г. — член Союза театральных деятелей Армянской ССР. С 1948 г. до конца жизни работал в Ереванском художественном-театральном институте: ассистент-лаборант актёрского факультета, руководитель постановочной части, декан актёрского факультета; с 1959 года — учёный секретарь института. В качестве общественной работы руководил также агитационным пунктом, редколлегией стенгазеты; был секретарём избирательный комиссии. В разные годы был художественным руководителем театрального коллектива Ереванского дворца пионеров и школьников, дома художественного воспитания детей.
Окончил 2-годичный факультет работников искусств Университета марксизма-ленинизма в Ереване. Владел русским, французским, арабским, турецким языками.
Умер после продолжительной болезни. Похоронен в Ереване на кладбище Шаумяна.

## Семья
Жена — Айкануш Асатрян, балерина Государственного академического театра оперы и балета имени А. Спендиаряна. Дети:
- дочь Иветта Мурадян — балерина театра оперы и балета имени А. Спендиаряна;
- сын Давид Мурадян (род. 1950) — писатель.

Внуки: Армен Мурадян, артист кино; Седа Мурадян, журналистка.
Братья:
- Зарэ Мурадян (1913—1979), артист балета.
- Тиран Купелян — фотохудожник.

## Творчество

### Роли в театре
театральная труппа «Андраник»
1. «Трильби» Г. Гея — Билли[2]
2. «Венецианский купец» У. Шекспира — Шейлок (главная роль)
3. «Орёл Аварайра» — Левон
4. «Возвращение» — Ефим

Государственный Первый театр Армении
1. «У фонаря» Г. Никифорова и В. Королевича — слуга

Театр рабочих Армении
1. «Ревизор» Н. Гоголя — Добчинский
2. «Красный орёл» Северянина — Леонид
3. «Каменный гость» А. Пушкина — Дон Жуан (главная роль)[3]
4. «Стрипирухин» — Сергей

Театр юного зрителя имени А. Микояна
1. «Тиль Уленшпигель» по роману Ш. де Костера — Тиль Уленшпигель (главная роль); Бродереди; граф Эгмонт
2. «Том Кенти» С. Михалкова по роману М. Твена «Принц и нищий» — Том Кенти (главная роль); принц Эдуард
3. «Серёжа Стрельцов» В. Любимовой — Серёжа Стрельцов (главная роль)
4. «Артист» А. Широяна — Левон (главная роль)
5. «Самвел» В. Арутюняна — Месроп Маштоц
6. «Слуга двух господ» К. Гольдони — Сильвио
7. «Снежная королева» Е. Шварца — князь Клаус
8. «Мнимый больной» Ж. Б. Мольера — Клеант; Томас Диафуарус
9. «Сон в летнюю ночь» У. Шекспира — Филострат
10. «Доходное место» А. Островского — Мыкин, учитель
11. «Молодая гвардия» по роману А. Фадеева — Василий Пирожок; Иван Туркенич
12. «Скупой рыцарь» А. Пушкина — Альбер
13. «Из-за чести» А. Ширванзаде — Сурен
14. «Хатабалла» Г. Сундукяна — Геворг Масисян
15. «Анаит» В. Арутюняна — князь Левон
16. «Разбойники» Ф. Шиллера — Герман; Командир
17. «Тысячи перьев» Г. Бейлеряна — полковник
18. «Храбрый Назар» Д. Демерчяна — учитель
19. «Далёкое путешествие» Н. Шлестакова — Пол Марти
20. «За родину» Г. Бейлеряна — лейтенант Коротков
21. «Адвокат Патле» А. Дейча — Валера
22. «Как закалялась сталь» по роману Н. Островского — Виктор Лещинский
23. «Специальное задание» С. Михалкова — Михаил Лозников
24. «В огневом кольце» В. Ананяна — Асад; Дзаварян
25. «Машенька» А. Афиногенова — Виктор
26. «Боевые дни» А. Бруштейн — Павел
27. «Зоя» Г. Яхджян — Петя
28. «Злость» А. Гулакяна — Адольф
29. «Синий и розовый» А. Бруштейн — Ваня
30. «Девочки» В. Пановой — Валька
31. «Дом № 5» И. Штока — Яша Полтавский
32. «Свирель радости» З. Ацагорцян, В. Худавердян — Лёва
33. «Старые родственники» Л. Малюгина — Сенька Горин
34. «Внук коммуны» А. Дроздова, Э. Лойдер — лейтенант
35. «Первые парткомы» М. Армена — Грачья
36. «Камо» А. Барсегяна — Рахим
37. «Залп» — Миро
38. «Зямка Копач» М. Даниеля — Лейбка
39. «Таня» А. Арбузова — Морозов
40. «Два меча» В. Тотовенца[4].
41. «Тайна пещеры» В. Ананян, А. Широян — Армен
42. «Зелёное ущелье» Н. Благина — Сурен
43. «Храбрецы» Б. Миракяна — Меликсет
44. «По дороге к великой победе» М. Кочаряна — Сурен
45. «Джумшуд Варандаци» М. Кочаряна — сельский житель
46. «Храбрецы» М. Миракяна — сыщик
47. «Синий и розовый» А. Бруштейн — Иония
48. «Поднос» — Гасан
49. «Старые знакомые» — Оскар
50. «Скаут № 89» М. Армена — Грачья
51. «Неизвестная женщина» Биссо
52. «Огни Фороса» Л. Карасёва — Ивон

### Режиссёрские работы
Театр юного зрителя имени А. Микояна
1. «Злой дух» А. Ширванзаде
2. «Предложение» А. Чехова
3. «Два меча» В. Тотовенца
4. «Слепой музыкант» М. Кочаряна
5. «Женщина в погонах» М. Кочаряна
6. «Конец зла» (сказка) О. Туманяна
7. «Машенька» А. Афиногенова
8. «Храбрецы» Б. Миракяна (ассистент режиссёра)

### Фильмография
киностудия «Арменфильм» им. А. Бекназаряна Республики Армения
- «Возвращение» — Меликсет
- новелла «Честь бедняка» в фильме «Царь Чах–Чах» (1969) — сельский житель [5]
- «Кум Моргана» (1971) — Амаяк[5]
- «Первые парткомы»

### Избранные публикации
- Незабываемые встречи // Советское искусство. — 1976. — № 6.
- Сефер // Литературные позиции. — 1929.
- Письмо // Зов родины (газета). — 1957, 11 июля.
- Незабываемые встречи : радиопрограмма для диаспор армян (выступление по радио Армении в октябре 1973).

Остались неопубликованными воспоминания под общим названием «Занавес дней» — о его встречах с писателями Аветиком Исаакяном, Анри Барбюсом, Еруханом, поэтессой Шушаник Кургинян, артистами Ованесом Абеляном, Арус Восканян, Микаэлом Манвеляном, певцом Шара Таляном.

### Статьи
- «Кум Моргана»  (“Вечерний Ереван” 1969 г. 5 апреля, журналист К. Акопян)
- Детская опера «Комунист» N 193,  1938 г, журналист А. Погосян
- Началось проверка декады театра Юного Зрителя  (“Авангард”, журналист В. Кар)
- «Храбрый Назар», спектакль Тюза имени А. Микояна, (“Комунист” 1939 г. 6 мая, журналист С. Эква )
- «Храбрый Назар», проверка государственного театра юнного зрителя, “Советская Армения 27 ноября N 275”
- Молодые артисты театра (“Авангард” N 304 декабрь 31 140 г., журналист К. Арутюнян)
- «Храбрый Назар», В Тюзе (“Комунист “ 10. 6.1939 г, журналист Н. Адамян)
- «Храбрый Назар», в театре Юнного Зрителя
- «Храбрый Назар» (“Советская Армения” N 132)
- «Храбрый Назар» в театре юного зрителя (“Коммунист “ N 258, 1940 г. журналист А. Ш.)
- «Ярость» новая постановка ТЮЗа (“Коммунист “ N 278, 1942 г. журналист С. Барсегян)
- «Девочки» (“Комунист “ 1946 г. журналист Л. Горян)
- Господин Минтоев на экране (“Вечерный Ереван 5.09.1979 г.”)
- «Кум Моргана» (“В эфире Ереван “12..04.1969 г.)
- «Кум Моргана» (“В эфире Ереван” 17 июля 1971 г.)
- Зарэ Мурадян: Артист и его окружение (“Парус”, 2004 г., декабрь Россия)

## Награды
- Медаль «За доблестный труд в Великой Отечественной войне 1941—1945 гг.»
- медаль «Победитель социалистического соревнования» (1973)
- юбилейная медаль «Тридцать лет Победы в Великой Отечественной войне 1941—1945 гг.»
- медаль «Ветеран труда»
- почётные грамоты: работника культуры Армянской ССР; за доблестный труд; за активное участие в общественной жизни театрального института; Министерства культуры Дагестана; в связи с 40-летием Великой Октябрьской социалистической революции.

## Память
Внук Эдварда Мурадяна, артист Армен Мурадян, снял про деда документальный фильм «Незабываемые встречи».